# Trochalus badius
Trochalus badius är en skalbaggsart som beskrevs av Karl Henrik Boheman 1860. Trochalus badius ingår i släktet Trochalus och familjen Melolonthidae. Inga underarter finns listade i Catalogue of Life.